# Billy Crawford
Billy Joe Ledesma Crawford (Manila; 16 de mayo de 1982) es un actor y cantante filipino. Crawford se dio a conocer en Asia y Europa con los títulos de las canciones como "Cuando usted piensa en mí", "Nunca Mi Amor", "Noches de vapor" y "luces brillantes", además es multilingüe, que habla dos idiomas de Filipinas, su país natal, como tagalo y cebuano. Su segundo idioma es el inglés americano y puede conversar en francés. Ha vivido en la ciudad de Nueva York en los Estados Unidos y en París, Francia durante cinco años y durante un año en Londres en el Reino Unido. En 2008, fue a Manila para acoger en la competencia de la Pinoy Dream Academy 's uberture, también ha acogido el prestigioso Miss Tierra 2008 que se celebró en su tierra natal, Filipinas.

## Discografía

### Álbumes
- Billy Crawford (1998)
- Ride (2001)
- Big City (2004)
- Gran Ciudad Tour en vivo (2005)
- Ya es hora (2008)

### Síngles
- 1998 En el amor urgente
- 1999 Supernatural
- 1999 María López
- 2001 When You’re In Love With Someone
- 2002 Trackin'
- 2002 Cuando usted piensa en mí
- 2002 Usted no esperaba que
- 2003 When You’re In Love With Someone
- 2003 Me passer De Toi (alguien como tú)
- 2004 Luces brillantes (F)
- 2005 Noches de vapor (F)
- 2007 Al igual que